# Craintilleux
Craintilleux är en kommun i departementet Loire i regionen Auvergne-Rhône-Alpes i centrala Frankrike. Kommunen ligger i kantonen Saint-Just-Saint-Rambert som tillhör arrondissementet Montbrison. År 2022 hade Craintilleux 1 337 invånare.

## Befolkningsutveckling
Antalet invånare i kommunen Craintilleux
| Referens: INSEE |